# Ruschia pinguis
Ruschia pinguis är en isörtsväxtart som beskrevs av L. Bol. Ruschia pinguis ingår i släktet Ruschia och familjen isörtsväxter. Inga underarter finns listade i Catalogue of Life.